# To ziomal
To ziomal – pierwszy album studyjny polskiego rapera Żabsona, wydany 23 lutego 2018 roku, nakładem Step Dystrybucji.

## Lista utworów
1. „To ziomal” – 2:48
2. „Los” (gościnnie: Young Slash) – 2:59
3. „A$ap Rocky” – 4:15
4. „Bingo” – 3:54
5. „Yakuzi” (gościnnie: Białas) – 3:14
6. „Incepcja” – 3:41
7. „Ja zarabiam Ty się bawisz” – 4:41
8. „Flexin” (gościnnie: Kaz Bałagane, Simpson) – 3:53
9. „Gugu Skit” – 1:10
10. „DMT” – 4:08
11. „Nie mam ochoty na nic” – 2:31
12. „Wszystko dobrze” (gościnnie: Borixon) – 3:01
13. „Koperta” – 3:04
14. „Mantra” (gościnnie: Quebonafide) – 4:10
15. „Księżniczki” – 3:03

## Certyfikat
| Polska (ZPAV) | Tytułem   | Status      | Sprzedaż |
| ------------- | --------- | ----------- | -------- |
| Polska (ZPAV) | To ziomal | złota płyta | 15 000+  |